# Bife tártaro

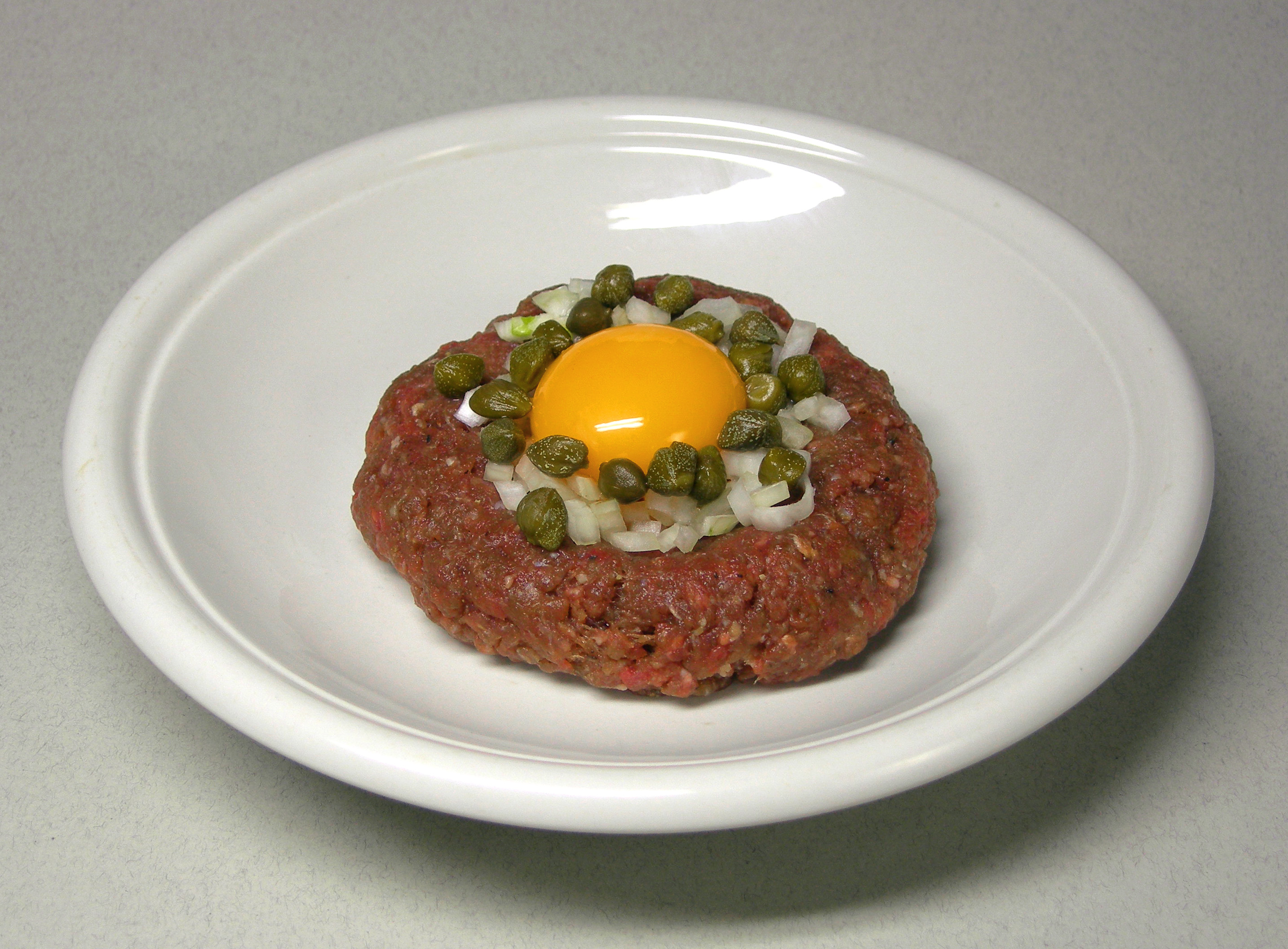
Bife tártaro

O bife tártaro, também chamado filé tártaro, é um prato de carne de vaca ou de cavalo crua e finamente picada, misturada com vários condimentos e servida com uma gema de ovo crua.
A carne deve ser magra, de preferência filé (lombo), e cortada apenas com uma faca, não moída na máquina. Mistura-se com alcaparras e cebola finamente cortada, tempera-se com molho Worcestershire, tabasco, sal, pimenta-do-reino, mostarda, conhaque, salsinha e páprica. É comumente servido sob uma gema de ovo crua e acompanhado de torradas de pão de centeio e pepinos em conserva.